# 도미타촌 (사이타마현)
도미타촌(富多村)은 사이타마현의 동부, 기타카쓰시카군에 속했던 촌이다.

## 역사
- 1889년 4월 1일 - 정촌제 시행에 의해 나카카쓰시카군 도미타촌이 성립하였다.
- 1896년 3월 29일 - 나카카쓰시카군과 기타카쓰시카군이 통합해 기타카쓰시카군이 되었다.
- 1954년 7월 1일 - 호슈바나촌, 미나미사쿠라이촌, 가와베촌과 합병해 쇼와촌이 신설되었다.